# IC 2913
IC 2913 — галактика типу S0-a (спіральна галактика) у сузір'ї Гідра.
Цей об'єкт міститься в оригінальній редакції індексного каталогу.